# Liste der Flaggen im Landkreis Biberach
Diese Liste beinhaltet alle Flaggen im Landkreis Biberach in Baden-Württemberg, inklusive historischer Flaggen.
In Baden-Württemberg werden zweibahnige Flaggen verliehen, deren Farben den Wappenfarben entsprechen. Dabei wird oft als erste Farbe der Flagge (links vom Betrachter) die Farbe der Wappenfigur und als zweite Farbe die des Wappengrundes genommen. Flaggen, die vor Inkrafttreten der deutschen Gemeindeordnung 1935 geführt wurden, dürfen beibehalten werden, auch wenn diese nicht den heutigen Bestimmungen in Baden-Württemberg entsprechen.

## Landkreis Biberach
| Landkreis          | Flagge | Kommentare |
| Landkreis Biberach |        | Wappen am 3. September 1973 vom Innenministerium verliehen: „In gespaltenem Schild vorne in Gold (Gelb) ein halber rotbewehrter schwarzer Adler am Spalt, hinten in Rot ein mit der Krümme nach links gerichteter goldener (gelber) Abtsstab mit silbernem (weißem) Velum.“ Flagge: Rot-Gelb. |

## Flaggen der Städte im Landkreis Biberach
| Stadt               | Flagge | Kommentare |
| Bad Buchau          |        | Buche und Fisch in Siegeln seit dem 14. Jahrhundert, in heutiger Stellung seit dem Anfang des 16. Jahrhunderts: „In Silber (Weiß) eine bewurzelte grüne Buche, deren Stamm mit einem schwimmenden natürlichen Barsch überdeckt ist.“ Flagge: Schwarz-Gelb. |
| Bad Schussenried    |        | Heutige Gestaltung des Wappens und Flaggenfarben im Jahre 1948 vom Gemeinderat bestätigt: „In Silber (Weiß) ein linksgewendeter, doppelschwänziger roter Löwe.“ Flagge: Rot-Weiß |
| Biberach an der Riß |        | Biber neben Reichsadler und Staude im ältesten bekannten Siegel, Abdruck aus dem Jahre 1258. Adler mit Biber in Brustschild in späteren Siegeln. Wappen zeigte zunächst in Silber einen blauen rot gekrönten und bewehrten Biber. Heutiges Wappen am 18. Juli 1488 vom Kaiser Friedrich III. verliehen: „In Blau ein aufgerichteter, golden (gelb) gekrönter goldener (gelber) Biber.“ Flagge: Blau-Gelb.  |
| Laupheim            |        | Wappen am 23. Mai 1596 auf Empfehlung des Freiherrn Karl von Weiden vom Hofpfalzgraf Sebastian Röttinger verliehen. Flaggenfarben seit 1848 bekannt: „In geteiltem, oben von Grün und Rot gespaltenem Schild vorne ein silberner (weißer) Balken, unten in Silber (Weiß), aus der mittleren Kuppe eines goldenen (gelben) Dreibergs wachsend, drei bestielte grüne Blätter (Laub).“ Flagge: Grün-Weiß-Rot. |
| Ochsenhausen        |        | Siegelbild der Benediktinerreichsabtei Ochsenhausen im Gemeindesiegel seit 1820, heutige Tingierung seit 1950: „In Blau auf grünem Boden eine rot bedachte silberne (weiße) Kirche, aus deren nach links geöffnetem, von zwei rot bedachten silbernen (weißen) Türmen flankiertem Portal unter dem mit einem silbernen (weißen) Kreuz besteckten Giebel ein roter Ochse hervortritt.“ Flagge: Blau-Weiß.   |
| Riedlingen          |        | Ruder und Löwe in Siegeln seit 1303, Bindenschild in der Mitte des 16. Jahrhunderts hinzugekommen. Flaggenfarben seit 1882 nachgewiesen: „In gespaltenem Schild vorne in Rot ein silberner (weißer) Balken, überdeckt von zwei schräg gekreuzten goldenen (gelben) Rudern, hinten in Gold (Gelb) ein roter Löwe.“ Flagge: Rot-Weiß.                                                                        |

## Flaggen der Gemeinden im Landkreis Biberach
| Gemeinde                  | Flagge | Kommentare |
| Achstetten                |        | Wappen und Flagge am 4. Mai 1960 vom Innenministerium verliehen: „In Blau ein doppelreihig von Rot und Silber (Weiß) geschachter Schrägbalken, darüber eine, darunter zwei silberne (weiße) Kugeln.“ Flagge: Weiß-Blau. |
| Alleshausen               |        | Wappen und Flagge am 14. Mai 1981 vom Landratsamt verliehen: „In Rot zwei schräg gekreuzte, golden (gelb) brennende silberne (weiße) Kerzen, die Kreuzung überdeckt durch eine aus dem Unterrand wachsende goldene (gelbe) Ähre.“ Flagge: Gelb-Rot. |
| Allmannsweiler            |        | Wappen und Flagge am 23. März 1982 vom Landratsamt verliehen: „In Grün ein durchgehendes, gegratetes goldenes (gelbes) Kreuz mit erhöhtem Balken.“ Flagge: Gelb-Grün. |
| Altheim                   |        | Wappen am 21. Januar 1681 vom Kaiser Leopold verliehen: „In einem von Gold (Gelb) und Rot erhöht geteilten Schild auf grünem Boden über silbernem (weißem) Wasser ein aufgerichteter, linksgewendeter, widersehender, rot bezungter natürlicher Biber, in den Vorderpfoten einen golden (gelb) gerahmten, mit einem roten, golden (gelb) verbrämten und beschlagenen Herzogshut bekrönten roten Kartuschenschild, darin ein silberner (weißer) Balken, haltend.“ Flagge: Rot-Weiß. |
| Attenweiler               |        | Wappen und Flagge am 18. Mai 1977 vom Landratsamt verliehen: „In gespaltenem Schild vorne in Gold (Gelb) ein durchgehendes rotes Kreuz mit Tatzenenden, hinten in Blau ein aufgerichteter goldener (gelber) Biber.“ Flagge: Rot-Gelb. |
| Berkheim                  |        | Wappen und Flagge am 18. November 1957 vom Innenministerium verliehen: „In Rot ein goldener (gelber) Pilgerhut, darüber zwei goldene (gelbe) Muscheln nebeneinander.“ Flagge: Gelb-Rot. |
| Betzenweiler              |        | Wappen und Flagge am 4. September 1979 vom Landratsamt verliehen: „In geteiltem Schild oben in Schwarz eine goldene (gelbe) Hirschstange, unten in Gold (Gelb) ein durchgehendes rotes Kreuz mit Tatzenenden.“ Flagge: Rot-Gelb. |
| Burgrieden                |        | Wappen im Jahre 1922 festgelegt. Flagge am 16. Februar 1981 vom Landratsamt verliehen: „In geteiltem Schild oben in Rot eine silberne (weiße) Burg mit zwei Zinnentürmen und einem Staffelgiebel über dem Rundbogentor ohne Flügel, unten in Grün ein silberner (weißer) Wellenbalken.“ Flagge: Weiß-Grün. |
| Dettingen an der Iller    |        | Wappen und Flagge am 25. April 1974 vom Innenministerium verliehen: „In gespaltenem Schild vorne in Gold (Gelb) ein roter Löwe, hinten in Rot ein goldener (gelber) Wellenpfahl.“ Flagge: Rot-Gelb. |
| Dürmentingen              |        | Siegel mit heutigem Wappen aus der Zeit waldburgischer Verwaltung bis 1786, von der Gemeinde später wieder aufgefunden und auf das Wappen zurückgegriffen: „In geteiltem Schild oben in Grün ein stehender, linksgewendeter goldener (gelber) Löwe, unten in Gold (Gelb) ein stehender grüner Löwe.“ Flagge: Grün-Gelb. |
| Dürnau                    |        | |
| Eberhardzell              |        | Wappen und Flagge am 24. August 1981 vom Landratsamt verliehen: „In Silber (Weiß) zwischen einem roten Schildhaupt und einem roten Schildfuß ein schreitender, hersehender, rot bezungter schwarzer Löwe.“ Flagge: Weiß-Rot. |
| Erlenmoos                 |        | Wappen und Flagge am 24. April 1968 vom Innenministerium verliehen: „In Gold (Gelb) ein schräglinker grüner Erlenzweig mit einem Blatt, einem Fruchtzapfen und zwei männlichen Kätzchen.“ Flagge: Grün-Gelb. |
| Erolzheim                 |        | Zwölfspeichiges Rad in 1930 verwendetem Schultheißenamtssiegel. Wappen der Herren von Erolzheim im Jahre 1931 angenommen. Flagge am 19. Mai 1982 vom Landratsamt verliehen: „In Schwarz ein achtspeichiges silbernes (weißes) Rad.“ Flagge: Weiß-Schwarz. |
| Ertingen                  |        | Wappen und Flagge am 3. Mai 1979 vom Landratsamt verliehen: „In Silber (Weiß) über einem erniedrigten blauen Wellenbalken eine rote Quadermauer mit drei Zinnen und spitzbogigem offenem Tor.“ Flagge: Rot-Weiß. |
| Gutenzell-Hürbel          |        | |
| Hochdorf                  |        | Wappen und Flagge am 7. Dezember 1979 vom Landratsamt verliehen: „Von Rot, Silber (Weiß), Schwarz und Silber (Weiß) schräg geviert, die Vierung überdeckt mit einem liegenden, bewurzelten roten Lilienstab, im unteren schwarzen Feld ein durchgehendes goldenes (gelbes) Kreuz.“ Flagge: Rot-Weiß. |
| Ingoldingen               |        | Wappen und Flagge am 14. Februar 1979 vom Landratsamt verliehen: „In Grün ein aufgerichtetes goldenes (gelbes) Ross, rechts unten ein silbernes (weißes) Patriarchenhochkreuz mit Kleeblattenden.“ Flagge: Gelb-Grün. |
| Kanzach                   |        | Wappen und Flagge am 7. Mai 1980 vom Landratsamt verliehen: „In Gold (Gelb) ein achtschaufliges blaues Mühlrad mit vier schrägen Speichen, überdeckt mit einem schwebenden roten Kreuz mit Tatzenenden (Adelindiskreuz).“ Flagge: Rot-Gelb. |
| Kirchberg an der Iller    |        | Eintürmige Kirche in 1930 verwendetem Schultheißenamtssiegel. Heutiges Wappen im Jahre 1956 festgelegt. Flagge am 5. August 1968 vom Innenministerium verliehen: „In Silber (Weiß) auf grünem Berg eine rote Kirche (Giebelseite, links davon Turm mit Pyramidendach), rechts oben ein sechsstrahliger roter Stern.“ Flagge: Rot-Weiß. |
| Kirchdorf an der Iller    |        | Kirche mit zwei schräggekreuzten Kerzen im Siegel des Pfarramts um spätestens 1955. Wappen und Flagge am 9. Oktober 1956 vom Innenministerium verliehen: „In gespaltenem Schild vorne in Gold (Gelb) zwei schräg gekreuzte, brennende rote Kerzen, hinten in Rot eine dreilatzige goldene (gelbe) Fahne an drei goldenen (gelben) Trageringen.“ Flagge: Rot-Gelb. |
| Langenenslingen           |        | Wappen am 28. Januar 1949 vom Innenministerium Württemberg-Hohenzollern, Flagge am 15. Juli 1981 vom Landratsamt verliehen: „In geteiltem Schild oben in Rot auf grünem Dreiberg drei goldene (gelbe) Rehfüße, unten in Gold (Gelb) drei rote Hirschstangen übereinander.“ Flagge: Rot-Gelb. |
| Maselheim                 |        | Wappen an Torbogen des ehemaligen Zisterzienserinnenklosters in Heggbach auf Vorschlag der Archivdirektion Stuttgart vom 6. Februar 1931 in veränderten Farben, mit erstem und viertem Feld in Blau, angenommen. Heutige Tingierung im Jahre 1957 festgelegt. Flagge am 10. Februar 1981 vom Landratsamt verliehen: „In von Silber (Weiß) und Rot geviertem Schild in den Feldern 2 und 3 je ein schwebendes silbernes (weißes) Kreuz mit Tatzenenden, das Ganze mit einem doppelreihig von Silber (Weiß) und Rot geschachten Schrägbalken (Zisterzienserbalken) überdeckt.“ Flagge: Weiß-Rot. |
| Mietingen                 |        | Wappen und Flagge am 5. Mai 1964 vom Innenministerium verliehen: „In Gold (Gelb) unter einem liegenden blauen Schwert ein roter Rost (Griff mit Ring oben).“ Flagge: Blau-Gelb. |
| Mittelbiberach            |        | Wappen im Jahre 1931 angenommen. Flagge am 14. Dezember 1961 vom Innenministerium verliehen: „Unter goldenem (gelbem) Schildhaupt, darin eine schwarze Hirschstange, in Grün ein silberner (weißer) Balken, belegt mit einem golden (gelb) gekrönten schwarzen Biber.“ Flagge: Weiß-Grün. |
| Moosburg                  |        | Burg in Siegel aus 1964. Wappen am 16. Februar 1966 vom Innenministerium, Flagge am 18. Juli 1984 vom Landratsamt verliehen: „In Blau eine goldene (gelbe) Burg mit zwei Zinnentürmen.“ Flagge: Gelb-Blau. |
| Oggelshausen              |        | Wappen im Jahre 1930 festgelegt. Flagge am 5. Mai 1983 vom Landratsamt verliehen: „In Silber (Weiß) auf einem schwarzen Ast ein balzender schwarzer Birkhahn.“ Flagge: Schwarz-Weiß. |
| Rot an der Rot            |        | Wappen der früheren Gemeinde Rot an der Rot weitergeführt, mit der Flagge am 24. Juni 1977 vom Landratsamt verliehen: „In Rot ein aufgerichteter silberner (weißer) Greif, mit den Vorderpranken ein gleicharmiges silbernes (weißes) Kreuz mit Tatzenenden haltend.“ Flagge: Weiß-Rot. |
| Schemmerhofen             |        | Wappen und Flagge am 23. Mai 1978 vom Landratsamt verliehen: „In gespaltenem Schild vorne in Gold (Gelb) drei aus dem Unterrand wachsende schwarze Schilfkolben nebeneinander, hinten in Rot ein aus dem Unterrand emporkommender, mit der Krümme nach links gekehrter goldener (gelber) Abtsstab, um dessen Schaft sich der goldene (gelbe) Großbuchstabe S schlingt.“ Flagge: Gelb-Rot. |
| Schwendi                  |        | Wappen dem Gericht Schwendi am 24. Oktober 1659 vom Freiherr Franz von und zu Schwendi verliehen. Wappen 1925 noch im Schultheißenamtssiegel, danach volles Wappen der Herren von Schwendi (In Blau ein oben und unten von silbernen Rauten begleiteter goldener Balken) benutzt. Ursprüngliches Wappen mit Flagge am 12. Juli 1965 vom Innenministerium verliehen: „In einem von Blau und Silber (Weiß) gevierten Schild eine schräglinke silberne (weiße) Raute.“ Flagge: Weiß-Blau. |
| Seekirch                  |        | Wappen und Flagge am 24. Februar 1982 vom Landratsamt verliehen: „In Gold (Gelb) über blauem Wellenschildfuß eine rote Kirche mit rechtsstehendem Zwiebelturm.“ Flagge: Blau-Gelb. |
| Steinhausen an der Rottum |        | Wappen und Flagge am 4. Februar 1969 vom Innenministerium verliehen: „In Rot ein aus dem Unterrand emporkommendes, gemauertes silbernes (weißes) Steinhaus (Giebelseite) mit rundbogigem schwarzem Tor und sechs schartenartigen Fenstern.“ Flagge: Weiß-Rot. |
| Tannheim                  |        | Wappenfiguren im Siegel in 1939, Wappenfarben nach dem Zweiten Weltkrieg festgelegt. Wappen und Flagge am 27. Juni 1963 vom Innenministerium verliehen: „In Blau auf grünem Dreiberg drei silberne (weiße) Tannen.“ Flagge: Weiß-Blau. |
| Tiefenbach                |        | Wappen und Flagge am 2. April 1981 vom Landratsamt verliehen: „Über blauem Schildfuß, darin ein silberner (weißer) Fisch, in Gold (Gelb) drei abgeschnittene grüne Ähren nebeneinander, die seitlichen nach außen geneigt.“ Flagge: Grün-Gelb. |
| Ummendorf                 |        | 1930 angenommenes Wappen zeigt in Rot mit goldenem Schräglinksbalken und grünen Lindenblättern sowie Abtsstab. 1938 wurde Abtsstab weggelassen und heutige Farben festgelegt. Heutiges Wappen mit Flagge am 7. Juni 1957 vom Innenministerium verliehen: „In Gold (Gelb) ein blauer Schräglinksbalken, belegt mit drei gestürzten, kreuzförmig eingebrochenen silbernen (weißen) Lindenblättern.“ Flagge: Blau-Gelb. |
| Unlingen                  |        | Wappen am 9. Dezember 1682 vom Kaiser Leopold verliehen. Flagge vor Inkrafttreten der deutschen Gemeindeordnung geführt: „In Gold (Gelb) auf grünem Dreiberg ein golden (gelb) bewehrter, rot bezungter schwarzer Adler, der mit dem angehobenen rechten Fang einen golden (gelb) gerahmten roten Kartuschenschild, darin ein silberner (weißer) Balken, emporhält.“ Flagge: Rot-Weiß-Rot. |
| Uttenweiler               |        | |
| Wain                      |        | Wappen und Flagge am 29. August 1967 vom Innenministerium verliehen: „In Rot unter einem erhöhten silbernen (weißen) Sparren eine fünfblättrige silberne (weiße) Rose, belegt mit einem herzförmigen roten Schildchen, darin ein lateinisches silbernes (weißes) Kreuz (Lutherrose).“ Flagge: Weiß-Rot. |
| Warthausen                |        | Wappen und Flagge am 2. Dezember 1960 vom Innenministerium verliehen: „Unter goldenem (gelbem) Schildhaupt, darin eine gestürzte schwarze Wolfsangel, in Schwarz zwei schräg gekreuzte goldene (gelbe) Lilienstäbe mit bewurzelten Stielen.“ Flagge: Gelb-Schwarz. |